# Port lotniczy Sancti Spíritus
Port lotniczy Sancti Spíritus (IATA: USS, ICAO: MUSS) – port lotniczy położony w Sancti Spíritus, w prowincji Sancti Spíritus, na Kubie.